# Ingegerd Granlund

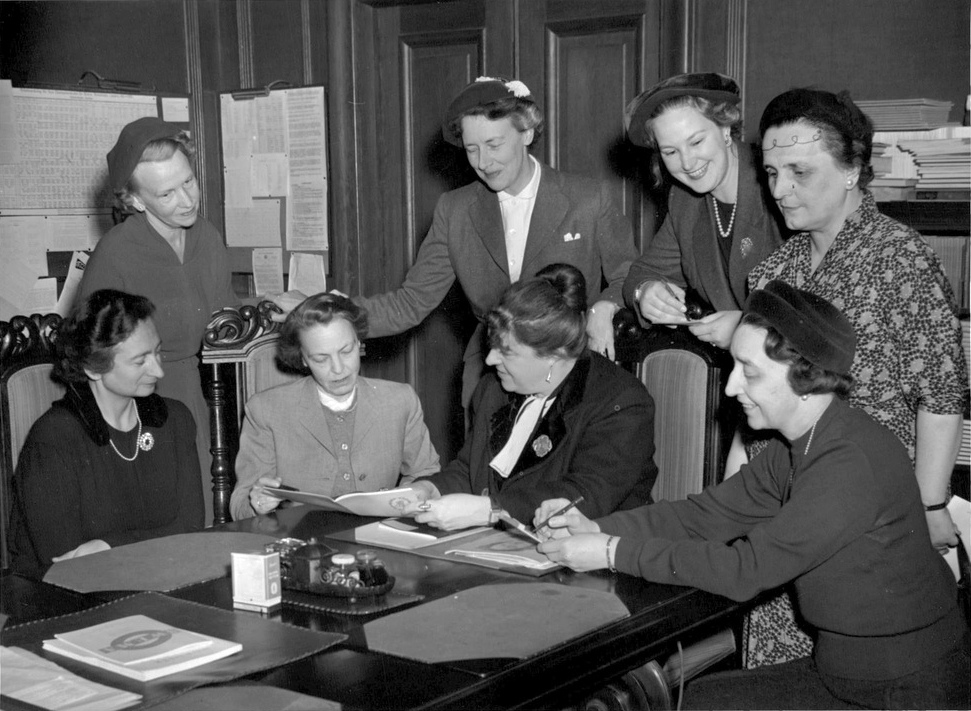
Ingegerd Granlund, stând în capul mesei, plănuind organizarea evenimentului festiv cu ocazia celei de-a 50-a aniversări a Nya Elementarskolan för flickor, împreună cu unele dintre profesoarele școlii.

Helfrid Ingegerd Granlund (n. 24 aprilie 1903, Stockholm, Suedia-Norvegia – d. 15 august 1978, Stockholm, Suedia) a fost o scriitoare, profesoară și traducătoare suedeză.

## Biografie
S-a născut la 24 aprilie 1903 în orașul Stockholm, ca fiică a lui Torbjörn Granlund și a Hannei Hagdahl-Wallis. A absolvit Facultatea de Filologie din Uppsala în 1929 și apoi a lucrat ca profesoară la Uppsala și Stockholm. A îndeplinit funcția de rector al Nya Elementarskolan för flickor („Noua școală elementară pentru fete”) din Stockholm în perioada 1943–1957.
În afară de cărți pentru tineret, precum Tolv brev till Tonina („Douăsprezece scrisori către Tonina”, 1956), Granlund a scris nuvele și poezii. Ea s-a aflat printre fondatorii societății Nils Ferlin-Sällskapet și a fost primul ei președinte (1963–1973), urmându-i la conducere scriitorul Sandro Key-Åberg. A fost membru activ al Uniunii Scriitorilor din Suedia (Sveriges författareförening) și a făcut parte din consiliul de conducere al acestei organizații (1954–1967). A fost, de asemenea, președinte al Asociației Traducătorilor Suedezi (Svenska Översättarförbundet) (1959–1967).
A fost căsătorită în perioada 1931–1940 cu K. G. Wolrath. Ingegerd Granlund este îngropată în grădina memorială (minneslund) a cimitirului Skogskyrkogården din Stockholm.

## Scrieri
- Balladen om Herrans beläte (poeme, 1943)
- Tvivelhundra skog (1951)
- Tolv brev till Tonina (1956)
- Vi klara plugget (1958)
- På den tiden (1959)
- Hazels unga hjärta (1961)
- Kvinnors ensamhet (1961)
- En katt är en katt är en katt (1964)

## Traduceri
- Diderik Skelet: 100 ultra-short-stories (Ars förlag, 1945)
- William Saroyan: Jag vill se min son (The adventures of Wesley Jackson) (Fritze, 1951)
- Stephen Crane: Det röda beviset (The red badge of courage) (Fritze, 1952)
- Zaharia Stancu: Djävulens plogfåra (Desculț) (Folket i bild, 1957)
- Mihail Sadoveanu: Yxan (Baltagul) (Rabén & Sjögren, 1959)
- Voltaire: Candide (Candide) (Sohlman, 1961)